# Nicole Gilles
Nicole (ou Nicolas) Gilles, parisien, mort le 10 juillet 1503, fut notaire, chroniqueur et secrétaire du roi Louis XI, et auteur d'un ouvrage sur l'histoire de France.

## Biographie
Il est signalé comme secrétaire royal le 7 février 1475 ; envoyé à Florence en 1482 pour en faire venir le médecin Antonio da Casera auprès du roi malade ; clerc extraordinaire à la Chambre des comptes en 1482/1483 ; marié en 1483 ; contrôleur du Trésor à partir du 25 août 1484 (sous Charles VIII) ; mort en 1503, inhumé à Saint-Paul, à Paris, paroisse supprimée en 1790 dont le cimetière fut vendu comme bien national en 1794.

## Œuvres
Amateur de livres, il fut en 1486 associé d'Antoine Vérard dans les débuts de son commerce de libraire-imprimeur. Mais il est surtout connu comme historiographe, auteur d'Annales et chroniques de France rédigées dans les années 1490 en moyen français, racontant l'histoire de la monarchie française depuis les origines troyennes légendaires jusqu'à la mort de Louis XI en 1483. En fait, avant le règne de ce dernier roi, c'est essentiellement un résumé des Grandes Chroniques de France (imprimées par Pasquier Bonhomme en 1476/77), avec quelques autres sources utilisées çà et là ; seul le récit du règne de Louis XI, particulièrement développé, contient des informations originales. Cependant, il y a dans l'ensemble de l'ouvrage un effort de clarification du récit et de mise en ordre des faits, et une attention particulière portée à certains aspects du régime monarchique. Il est notamment le premier à avoir utilisé l'expression « guerre de Cent Ans » pour décrire le « souvenir de la guerre contre l'Angleterre ».
La première édition imprimée connue de ce texte date seulement de 1525, plus de vingt ans après la mort de l'auteur, avec un prolongement du récit jusqu'en 1519 dû à Jean Bouchet (Paris, Galliot du Pré, in-folio). Ensuite il y a eu sept autres éditions, avec de nouveaux prolongements (de François de Belleforest, de Gabriel Chappuys), jusqu'en 1621. L'archiviste paléographe Jacques Riche, qui a consacré sa thèse, soutenue en 1930, à Nicole Gilles, a identifié la chronique anonyme figurant dans le manuscrit BnF nouv. acq. fr. 1417 comme une sorte de brouillon autographe de l'ouvrage ; le texte qui y figure va du règne de Clotaire II jusqu'en 1382 ; ce document montre le soin que Nicole Gilles a apporté à l'établissement de son texte, multipliant ratures et additions.

## Publication

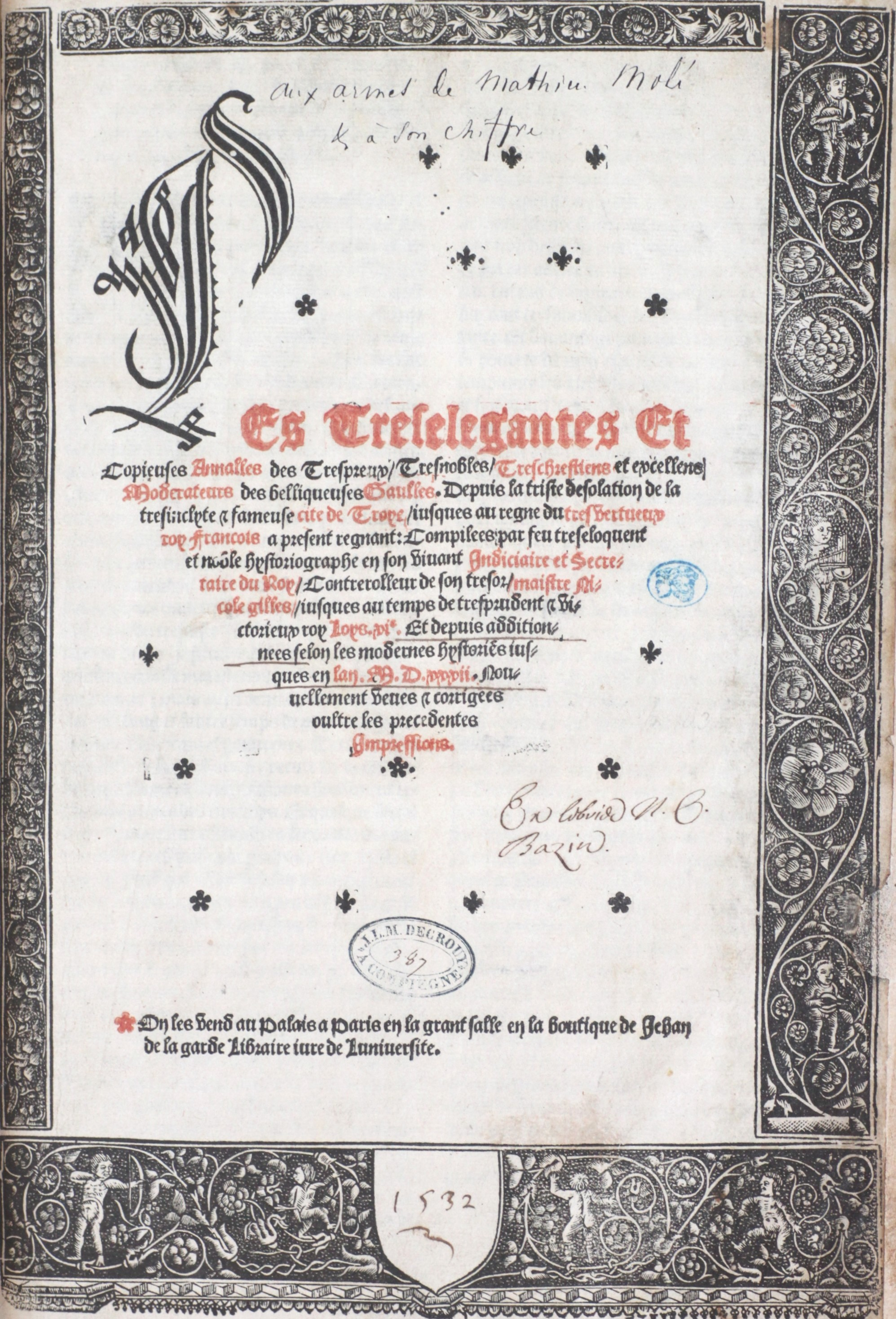
Annales, édition de 1532

- Les très elegantes et copieuses annales des très preux, très nobles, très chretiens et excellents moderateurs des belliqueuses Gaules. Depuis la triste desolation de la très sainte et fameuse cite de Troie jusques au regne du très vertueux roi Francois a present regnant: compilees par feu très eloquant et noble historiographe en son vivant judiciaire et secretaire du Roi controleur de son tresor Maître Nicole Gille, jusqu'au temps du très prudent et victorieux Roi Louis douzieme. Et depuis additionnees selon les modernes historiens nouvellement revues et corrigees outre les precedentes impressions. Paris, Les Angeliers, 1544. L'ouvrage fut plusieurs fois réédité jusqu'en 1621.

## Éditions en ligne
- Les très élégantes et copieuses annales des très preux... compilées par Nicole Gille
- Annales, édition de 1562, sur gallica